# Patera ombelicata
La patera ombelicata è un tipo di ceramica calena che reca il motivo decorativo distribuito in fasce o zone disposte concentricamente rispetto all'umbone, per lo più prive di anse.